# Camillo Massimiliano Massimo
Camillo Massimiliano Massimo, 1. Fürst von Arsoli (* 21. April 1770 in Rom; † 7. Mai 1840 in Civitavecchia) war päpstlicher Oberpostmeister und Direktor der päpstlichen Archive.

## Leben
Er wurde am 21. April 1770 in Rom geboren als Sohn von Francesco Camillo Massimo (1730–1801), päpstlicher Oberpostmeister, einer der Unterhändler des Vertrags von Tolentino (1797), außerordentlicher Botschafter Papst Pius VI. in Paris (1797–1798), und der Barbara Savelli (1750–1826). Er entstammte einer sehr alten römischen Patrizierfamilie, den Massimi alle Colonne, die eine Abstammung von der Gens Fabia Anicia und Fabius Maximus beanspruchten.
Massimiliano Massimo war als Zweitgeborener ursprünglich eine kirchliche Laufbahn bestimmt: Pius VI. schickte ihn im Alter von 19 Jahren als apostolischen Ablegaten zu Kardinal Costa, dem Erzbischof von Turin, der am 30. März 1789 in das Kardinalskollegium aufgenommen wurde. Doch zwei Jahre später trat sein älterer Bruder Carlo Massimo (1766–1827) als Referendar in die Prälatur ein (27. Januar 1791) und überließ ihm das Erstgeburtsrecht. Er wurde zunächst Prior der Caporioni (1792), dann Kurator von Rom (1794) und Hauptmann im von seinem Vater kommandierten Bürgerwehrregiment (1796).
Von den französischen Behörden mit seiner Familie aus Rom verbannt (→Römische Republik (1798–1799)), heiratete er am 16. Juli 1798 in Siena die deutsche Prinzessin Christine von Sachsen († 1837), Enkelin des polnischen Königs von August III. Ein Sohn aus dieser Ehe war der spätere Kardinal Francesco Saverio Massimo (1806–1848). Ein anderer Sohn, Camillo Vittorio, führte die Familienlinie weiter.
Nach dem Fall der Parthenopäischen Republik war er Präsident für Wasser und Straßen in der im Herbst 1799 von den Neapolitanern eingesetzten provisorischen Junta, der auch sein Vater angehörte. Nach dem Tod seines Vaters (2. Februar 1801) nahm er den Namen Camillo an und übernahm die Erstgeburtsrechte der Massimo.
1811 ging nach Paris und kehrte dann nach Rom zurück. Im April 1814 war er Mitglied der Gesandtschaft der Stadt bei Pius VII. in Imola. Er wurde zum Superintendenten der päpstlichen Post ernannt (vor dem 5. Juli 1817), verzichtete am 8. Januar 1818 auf seine Feudalrechte an Arsoli, wofür er am 27. Juni 1826 von Leo XII. den Fürstentitel erhielt. 1838 organisierte er die Schiffspostverbindungen zwischen Marseille und Civitavecchia.
Er empfing Gregor XVI. 1834 in seinem Schloss Arsoli (Castello Massimo) und dann am 16. März 1839 im Palazzo Massimo zum Jahrestag des Wunders, das dem Heiligen Philipp Neri an dem jungen Paolo Massimo zugeschrieben wird. Er war Ritter des Ordens der Heiligen Mauritius und Lazarus (1791), Großkreuz des Ordens der Eisernen Krone (1819) und Großoffizier der Ehrenlegion (1838). Er starb am 7. Mai 1840 in Civitavecchia und ist in seiner Gentilizkapelle (Massimokapelle) in San Lorenzo in Damaso begraben. Dort befindet sich sein aufwendig gestaltetes Grabmal (und das seiner Frau) aus weißem Marmor.